# Dubai World
Dubai World (arab. دبي العالمية) – państwowe przedsiębiorstwo inwestycyjne, które zarządza i kontroluje duży portfel inwestycji i projektów w imieniu rządu emiratu Dubaju. Na portfolio DW składa się szeroki wachlarz segmentów przemysłu i innych gałęzi gospodarki, co przyczynia się do promocji Dubaju na świecie jako doskonałego miejsca inwestycji i handlu. Dubai World jest głównym rozgrywającym emiratu w globalnych inwestycjach oraz pełni centralną rolę w wytyczaniu kierunków rozwoju gospodarki Dubaju. Na aktywa składają się m.in. DP World - trzeci co do wielkości operator portowy na świecie (przyciągnął uwagę mediów w związku z próbą przejęcia sześciu amerykańskich portów - w Nowym Jorku, New Jersey, Filadelfii, Baltimore, Nowym Orleanie i Miami), Al Nakheel Properties - deweloper mający na swoim koncie m.in. takie inwestycje jak zespół sztucznych wysp Palm Islands oraz sztuczny archipelag The World.
Dubai World zostało założone na mocy dekretu wydanego 2 marca 2006 przez szejka Muhammada ibn Raszid al-Maktuma - emira Dubaju, premiera i wiceprezydenta Zjednoczonych Emiratów Arabskich, który jednocześnie posiada pakiet kontrolny. Prezesem DW jest Sultan Ahmed bin Sulayem. Przychód przedsiębiorstwa wyniósł w 2008 roku około 3 mld USD, a zysk operacyjny przed opodatkowaniem - 800 mln USD.
W dniu 2 lipca 2006 przedsiębiorstwo zostało przekształcone holding, zatrudniający ponad 50 000 pracowników w ponad 100 miastach na całym świecie. Grupa realizuje duże inwestycje w branży nieruchomości, ze szczególnym uwzględnieniem Stanów Zjednoczonych, Wielkiej Brytanii i Republiki Południowej Afryki. Dubai World przyciągnął uwagę mediów w marciu 2008 po tym, jak jego prezes, Sultan Ahmed bin Sulayem, zagroził wycofaniem pieniędzy ulokowanych w europejskie przedsiębiorstwa i projekty. Stało się to niedługo po tym, jak Komisja Europejska próbowała wprowadzić zespół zasad mających na celu wprowadzenie przejrzystości, przewidywalności i rozliczalności inwestycji podejmowanych przez państwowe fundusze inwestycyjne.

## Spółki zależne
- DP World, trzeci co do wielkości operator portowy na świecie
- Economic Zones World
- Al Nakheel Properties, deweloper mający na swoim koncie m.in. takie inwestycje, jak: zespół sztucznych wysp Palm Islands, sztuczny archipelag The World oraz Dubai Waterfront
- Dubai Drydocks
- Dubai Maritime City
- Dubai Multi Commodities Centre
- Istithmar World
- Dubai Multi Commodities Centre
- Island Global Yachting
- Limitless
- Leisurecorp
- Inchcape Shipping Services
- Tejari
- TechnoPark
- P&O Maritime
- Discovery Gardens
- Tamweel